# Caseoides
Caseoides es un género extinto de sinápsido pelicosaurio de gran tamaño, con alrededor de dos metros de largo. Vivió durante el Pérmico Inferior durante el Kunguriense, antes que los pelicosaurios fueran reemplazados por terápsidos más avanzados. Eran animales de complexión delgada y ágiles. Posiblemente, esto le hacía posible escapar de los grandes depredadores como el conocido Dimetrodon.